# Василије Јерусалимски
Василије Јерусалимски је био 65 јерусалимски патријарх Јерусалимске патријаршије у периоду од 821. до 842. године
. Василије се током свог епископства активно супротстављао иконоборству које је подржавао византијски цар Теофил.

## Живот
Василије, који је био следбеник свог претходника јерусалимског патријарха Томе I, изабран је за патријарха Јерусалима 821. године. Активно се супротстављао иконоборству. 836. године сазван је сабор у Јерусалиму који је бранио поштовање икона. Са сабора је Василије послао овај саборски став цару Теофилу у писму које је носио синкел Михаило. Теофил, који је био потврђени иконоборац, затворио је Михаила по његовом доласку.
Године 841, Василије је успео да одбрани напад на Јерусалим од стране арапског побуњеника Абу Харб ал-Мубарке и његове војске од тридесет хиљада тако што га је откупио.
Василије је умро следеће 842. године, а наследио га је патријарх Сергије кога су Арапи поставили за патријарха.